# Cicinho
Cícero João de Cézare, noto come Cicinho (Pradópolis, 24 giugno 1980), è un ex calciatore brasiliano, di ruolo difensore.
Con la nazionale brasiliana ha vinto la Confederations Cup 2005 ed ha partecipato al Mondiale 2006.

## Biografia
Oltre che brasiliano, è anche cittadino italiano, avendo un nonno abruzzese (proveniente precisamente da Tione degli Abruzzi) il cui cognome è "De Cesare", poi all'anagrafe mal trascritto in de Cézare.
Il giocatore ha sposato la fidanzata brasiliana Marry De Andrade con doppio rito, civile e religioso. La cerimonia civile si è tenuta il 20 aprile 2012 presso l'ambasciata del Brasile a Roma, mentre quella religiosa, con rito evangelico, si è svolta il 23 aprile a Rocca di Papa, in provincia di Roma. Quando era ai margini della rosa della Roma, allenandosi regolarmente ma sapendo che la domenica non avrebbe giocato, ha cominciato ad assumere alcool e fumare, e proprio dopo aver conosciuto la futura moglie ha deciso di tornare alla vita regolare da atleta.
(Cicinho.)
Nel luglio 2016, rientrato a San Paolo dopo aver chiuso la carriera nella squadra turca del Sivasspor, annuncia pubblicamente di non avere ancora superato i suoi problemi di dipendenza.

## Caratteristiche tecniche
Nei momenti più brillanti della propria carriera Cicinho è stato considerato uno dei terzini destri più promettenti della sua generazione ed è stato accostato al connazionale Cafu. Era infatti un terzino destro di grande passo, abile nell'uno contro uno, nei dribbling e nei cross; partecipava spesso alle azioni di attacco ed era un buon assist-man. Tuttavia le frequenti controversie fuori dal campo, in particolare l'abuso di alcol e i frequenti infortuni ne hanno condizionato il rendimento.

## Carriera

### Club

#### Esordi in Brasile
Inizia la carriera in Brasile nelle giovanili del Botafogo di Ribeirão Preto, club che fa esordire il brasiliano nel mondo dei professionisti a diciannove anni. Nel 2003 passa nell'Atlético Mineiro dove inizia a macinare più minuti nelle gambe e a mostrare il suo talento. La sua predisposizione nel farsi vivo in zone più avanzate del campo lo porta a segnare ben quattro reti nella prima stagione. La vera esplosione calcistica arriva al San Paolo, dove gioca dal 2003 al 2005 vincendo da titolare il campionato paulista, la Coppa Libertadores e il Mondiale per club FIFA.

#### Real Madrid
Nel mercato di gennaio del 2005, il Real Madrid si aggiudica le prestazioni dell'atleta al termine di una lunghissima trattativa con l'intenzione di farne, dopo qualche mese di ambientamento, il nuovo Míchel Salgado. Tuttavia, il 23 settembre 2006, nel corso della partita contro il Betis Siviglia, riporta la rottura del legamento crociato del ginocchio sinistro, infortunio che lo costringe a chiudere anzitempo l'annata. Dopo sei mesi di stop, Cicinho ritorna in campo il 29 aprile 2007 contro l'Athletic Bilbao, partita in cui realizza un assist per Ruud van Nistelrooy e contribuisce alla vittoria del Real per 4-1. Alla fine della stagione vince il campionato spagnolo

#### Roma e prestiti al San Paolo e al Villareal
Il 22 agosto 2007 viene acquistato dalla Roma per 9 milioni di euro al termine di una lunga trattativa con il Real Madrid. Al suo arrivo a Roma è accolto da circa 500 tifosi.
Per via della stagione passata infortunato o quasi sempre in panchina a Madrid, il difensore brasiliano incontra delle iniziali difficoltà in giallorosso, dettate soprattutto dal ritrovare la condizione fisica. Il modulo votato all'attacco del tecnico Spalletti, che schiera la squadra con un 4-2-3-1 all'epoca molto raro nel campionato italiano, finisce senz'altro per aiutarlo, mettendo in luce e sue caratteristiche principali (velocità ed ottima fase offensiva). L'8 novembre, schierato titolare contro il Bologna, realizza l'autogol dell'1-1 nei minuti finali in favore degli avversari: al 46' Di Vaio crossa in mezzo all'area di rigore giallorossa e Cicinho, nel tentativo di anticipare un avversario, manda la palla di testa nella propria porta. Il 24 febbraio 2008 realizza il suo primo gol con la maglia della Roma, decisivo ai fini del risultato, in occasione della vittoria casalinga sulla Fiorentina per 1-0.
Una volta superate le difficoltà d'inserimento patite in avvio di stagione, Cicinho mette a referto un minutaggio via via sempre maggiore (anche in Champions League) e, al termine dell'anno solare, diventa titolare sulla corsia destra giallorossa. Il 24 maggio 2008, contro l'Inter, vince la Coppa Italia, il suo primo trofeo in Italia; nel corso della finale non viene schierato titolare ma entra a partita in corso nel secondo tempo per sostituire Giuly.
Comincia la seconda annata a Roma con uno screzio con l'allenatore Spalletti che gli impedisce di essere convocato per l'imminente Supercoppa italiana contro l'Inter. Stando alle dichiarazioni dello stesso Spalletti, Cicinho avrebbe manifestato all'allenatore il proprio disappunto per essere stato provato tra le riserve, pagando il malumore con l'esclusione dalla lista dei convocati. Era dai tempi di Cassano, almeno ufficialmente, che non si affrontavano situazioni di questo tipo a Trigoria. L'8 febbraio 2009 sigla la sua prima (e unica) rete stagionale in occasione della vittoria casalinga sul Genoa per 3-0; nella stessa partita, tuttavia, subisce un infortunio che lo costringe ad uscire anzitempo dal terreno di gioco. L'8 marzo, durante un allenamento a Trigoria, rimedia la rottura dei legamenti del ginocchio destro che lo costringe a sei mesi di stop, chiudendo di fatto la sua seconda stagione in giallorosso.

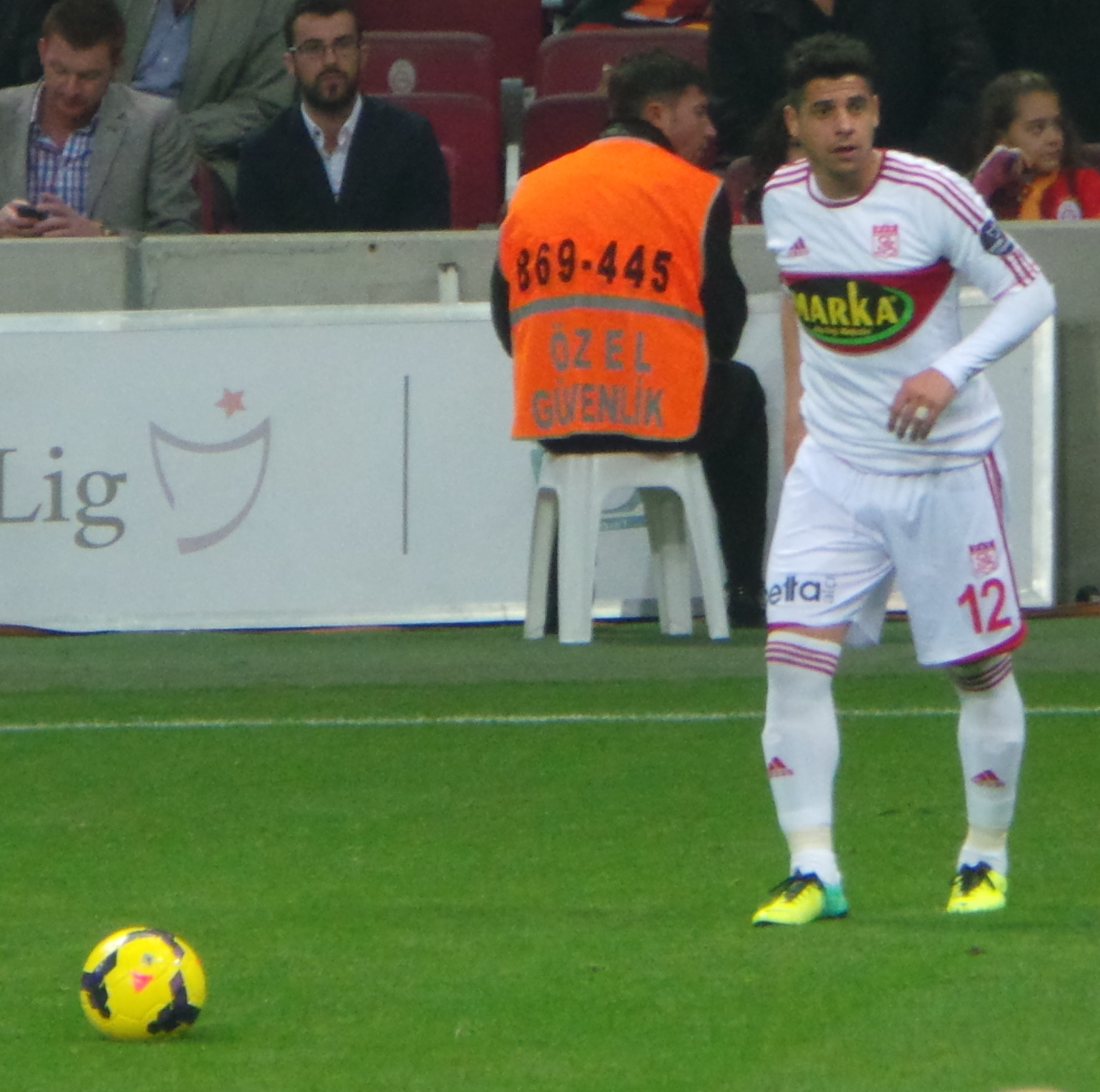
Cicinho, nel 2013 al Sivasspor, si appresta a battere una punizione

Al rientro nella stagione 2009-2010, complice anche il cambio in panchina da Spalletti a Ranieri, non trova più sufficiente spazio e per questa ragione, l'8 febbraio, passa in prestito al São Paulo fino al 30 giugno 2010, al termine del quale fa di nuovo ritorno nelle file giallorosse. La prima apparizione ufficiale dopo il ritorno a Roma avviene il 22 settembre nella partita persa per 2-1 contro il Brescia. Nonostante la sconfitta la prestazione del brasiliano è una delle più positive. Tutto ciò permette a Cicinho di riconquistare la stima di Ranieri. Il 13 gennaio del 2011 il Villarreal annuncia sul proprio sito il passaggio del giocatore con la formula del prestito secco. Terminato il prestito, il giocatore fa ritorno alla Roma. Riconquista un posto da titolare il 18 agosto 2011 nella partita d'andata valida per il terzo turno di Europa League contro lo Slovan Bratislava, persa per 1 a 0. Con Luis Enrique in panchina, Cicinho rimane ai margini della rosa durante la stagione 2011/2012, rimediando solo 5 presenze in totale in tutte le 3 competizioni.

#### Sport Recife, Sivasspor, Brasiliense e ritiro
Il 21 giugno del 2012, scaduto il contratto con la Roma, firma un contratto annuale con il club brasiliano Sport Recife. Nell'estate 2013 passa al Sivasspor in Turchia dove ritrova la continuità nel giocare titolare. Nel settembre 2017 firma per un anno con la Brasiliense, club dilettantistico con sede nella città di Taguatinga.
Il 6 marzo 2018, nella sede del San Paolo, suo ex club al quale è molto legato, annuncia, all'età di 37 anni, il suo ritiro dal calcio giocato a causa dei persistenti problemi a un ginocchio.

### Nazionale

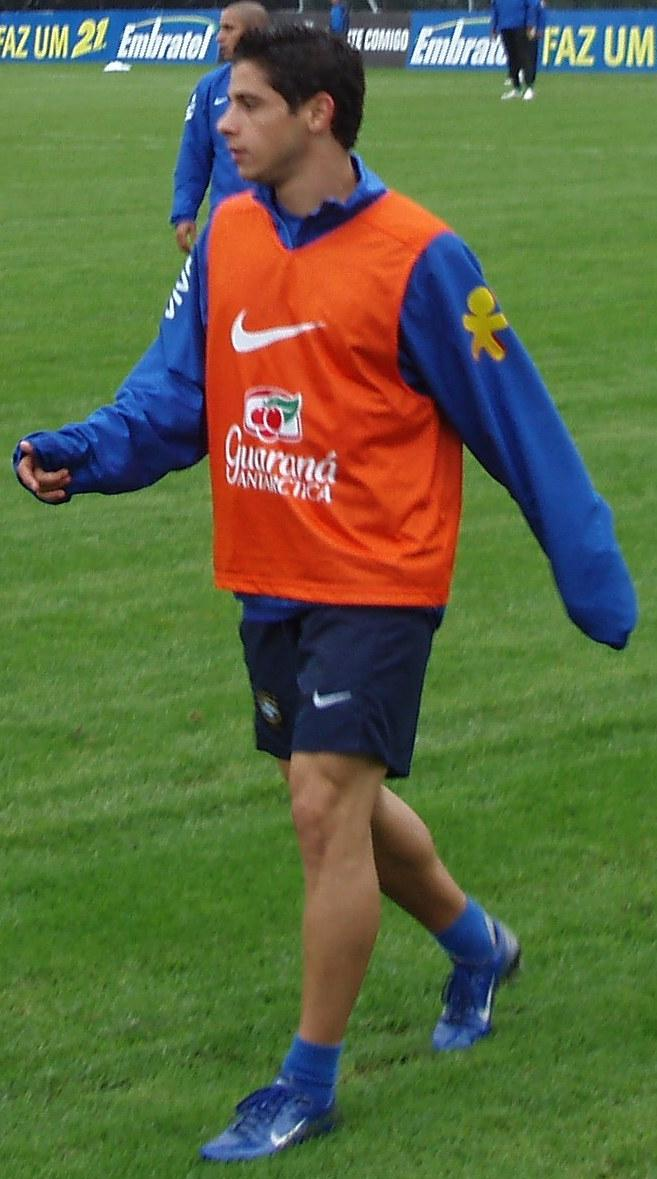
Cicinho durante un allenamento della Nazionale brasiliana a Weggis in preparazione al Mondiale 2006

Ha debuttato in Nazionale maggiore, con il CT Carlos Alberto Parreira, il 27 aprile 2005, a 24 anni, nella partita amichevole Brasile-Guatemala (3-0) disputata a San Paolo. Qualche mese dopo viene convocato per la FIFA Confederations Cup 2005 nella quale è titolare in tutte le 5 partite disputate dalla Seleção, compresa la finale vinta 4-1 contro l'Argentina.
Il 12 novembre 2005 realizza la sua prima (e unica) rete in nazionale maggiore, in occasione dell'amichevole contro gli Emirati Arabi Uniti vinta dal Brasile per 8-0. Nel 2006 viene convocato per la fase finale del campionato mondiale. Sebbene una parte della stampa brasiliana insista per vederlo titolare sulla fascia destra, Parreira decide invece di puntare sul più esperto Cafu. Debutta il 22 giugno, a Dortmund, giocando dal primo minuto la terza partita della fase a gironi contro il Giappone, vinta dalla Seleção per 4-1, in cui realizza l'assist per il primo gol di Ronaldo. Subentra poi a Cafu nel quarto di finale contro la Francia che sancisce l'eliminazione del Brasile dal torneo.
Dopo il Mondiale gioca altre tre partite prima di scivolare fuori dal giro della Nazionale. Conclude la sua carriera con la maglia verdeoro con il bottino di 17 presenze (comprese 2 non ufficiali) e 1 gol.

## Statistiche

### Presenze e reti nei club
Statistiche aggiornate al 13 giugno 2016.
| Stagione                | Squadra                 | Campionato              | Campionato | Campionato | Coppe nazionali | Coppe nazionali | Coppe nazionali | Coppe continentali | Coppe continentali | Coppe continentali | Altre coppe | Altre coppe | Altre coppe | Totale | Totale |
| Stagione                | Squadra                 | Comp                    | Pres       | Reti       | Comp            | Pres            | Reti            | Comp               | Pres               | Reti               | Comp        | Pres        | Reti        | Pres   | Reti   |
| ----------------------- | ----------------------- | ----------------------- | ---------- | ---------- | --------------- | --------------- | --------------- | ------------------ | ------------------ | ------------------ | ----------- | ----------- | ----------- | ------ | ------ |
| 2000                    | Botafogo                | A                       | 17         | 1          | -               | -               | -               | -                  | -                  | -                  | -           | -           | -           | 17     | 1      |
| 2001                    | Atlético Mineiro        | A                       | 17         | 1          | -               | -               | -               | -                  | -                  | -                  | -           | -           | -           | 17     | 1      |
| 2002                    | Atlético Mineiro        | A                       | 4          | 0          | -               | -               | -               | -                  | -                  | -                  | -           | -           | -           | 4      | 0      |
| 2003                    | Atlético Mineiro        | A                       | 28         | 3          | -               | -               | -               | -                  | -                  | -                  | -           | -           | -           | 38     | 3      |
| Totale Atlético Mineiro | Totale Atlético Mineiro | Totale Atlético Mineiro | 49         | 4          |                 | -               | -               |                    | -                  | -                  |             | -           | -           | 49     | 4      |
| 2004                    | São Paulo               | A                       | 43         | 9          | -               | -               | -               | -                  | -                  | -                  | -           | -           | -           | 43     | 9      |
| 2005                    | São Paulo               | A                       | 26         | 3          | -               | -               | -               | -                  | -                  | -                  | -           | -           | -           | 26     | 3      |
| 2005-2006               | Real Madrid             | PD                      | 19         | 2          | CR              | 4               | 1               | UCL                | 1                  | 0                  | -           | -           | -           | 24     | 3      |
| 2006-2007               | Real Madrid             | PD                      | 7          | 0          | CR              | 0               | 0               | UCL                | 1                  | 0                  | -           | -           | -           | 8      | 0      |
| Totale Real Madrid      | Totale Real Madrid      | Totale Real Madrid      | 26         | 2          |                 | 4               | 1               |                    | 2                  | 0                  |             | -           | -           | 32     | 3      |
| 2007-2008               | Roma                    | A                       | 30         | 2          | CI              | 7               | 0               | UCL                | 7                  | 0                  | SI          | 0           | 0           | 44     | 2      |
| 2008-2009               | Roma                    | A                       | 22         | 1          | CI              | 2               | 0               | UCL                | 5                  | 0                  | SI          | 0           | 0           | 29     | 1      |
| 2009-feb. 2010          | Roma                    | A                       | 2          | 0          | CI              |                 |                 | UEL                | 2                  | 0                  | -           | -           | -           | 4      | 0      |
| 2010                    | São Paulo               | A+CP                    | 5+2        | 0          | -               | -               | -               | CL                 | 1                  | 0                  | -           | -           | -           | 8      | 0      |
| Totale San Paolo        | Totale San Paolo        | Totale San Paolo        | 74+2       | 12         |                 | -               | -               |                    | 1                  | -                  |             | -           | -           | 75     | 12     |
| 2010-gen. 2011          | Roma                    | A                       | 6          | 0          | CI              | 0               | 0               | UCL                | 2                  | 0                  | SI          | 0           | 0           | 8      | 0      |
| gen.-giu. 2011          | Villarreal              | PD                      | 6          | 0          | CR              | 0               | 0               | UEL                | 0                  | 0                  | -           | -           | -           | 6      | 0      |
| 2011-2012               | Roma                    | A                       | 2          | 0          | CI              | 1               | 0               | UEL                | 2                  | 0                  | -           | -           | -           | 5      | 0      |
| Totale Roma             | Totale Roma             | Totale Roma             | 62         | 3          |                 | 10              | 0               |                    | 18                 | 0                  |             | 0           | 0           | 90     | 3      |
| 2012                    | Sport Club              | A                       | 24         | 0          | -               | -               | -               | -                  | -                  | -                  | -           | -           | -           | 24     | 0      |
| 2013-2014               | Sivasspor               | SL                      | 28         | 1          | TK              | 6               | 1               | -                  | -                  | -                  | -           | -           | -           | 34     | 2      |
| 2014-2015               | Sivasspor               | SL                      | 32         | 1          | TK              | 6               | 0               | -                  | -                  | -                  | -           | -           | -           | 38     | 1      |
| 2015-2016               | Sivasspor               | SL                      | 27         | 0          | TK              | -               | -               | -                  | -                  | -                  | -           | -           | -           | 27     | 0      |
| Totale carriera         | Totale carriera         | Totale carriera         | 262+2      | 23         |                 | 20              | 2               |                    | 21                 | 0                  |             | 0           | 0           | 305    | 26     |

### Cronologia presenze e reti in nazionale
| Cronologia completa delle presenze e delle reti in nazionale ― Brasile | Cronologia completa delle presenze e delle reti in nazionale ― Brasile | Cronologia completa delle presenze e delle reti in nazionale ― Brasile | Cronologia completa delle presenze e delle reti in nazionale ― Brasile | Cronologia completa delle presenze e delle reti in nazionale ― Brasile | Cronologia completa delle presenze e delle reti in nazionale ― Brasile | Cronologia completa delle presenze e delle reti in nazionale ― Brasile | Cronologia completa delle presenze e delle reti in nazionale ― Brasile |
| Data                                                                   | Città                                                                  | In casa                                                                | Risultato                                                              | Ospiti                                                                 | Competizione                                                           | Reti                                                                   | Note                                                                   |
| ---------------------------------------------------------------------- | ---------------------------------------------------------------------- | ---------------------------------------------------------------------- | ---------------------------------------------------------------------- | ---------------------------------------------------------------------- | ---------------------------------------------------------------------- | ---------------------------------------------------------------------- | ---------------------------------------------------------------------- |
| 27-4-2005                                                              | San Paolo                                                              | Brasile                                                                | 3 – 0                                                                  | Guatemala                                                              | Amichevole                                                             | -                                                                      |                                                                        |
| 16-6-2005                                                              | Lipsia                                                                 | Brasile                                                                | 3 – 0                                                                  | Grecia                                                                 | Conf. Cup 2005 - 1º turno                                              | -                                                                      |                                                                        |
| 19-6-2005                                                              | Hannover                                                               | Messico                                                                | 1 – 0                                                                  | Brasile                                                                | Conf. Cup 2005 - 1º turno                                              | -                                                                      |                                                                        |
| 22-6-2005                                                              | Colonia                                                                | Giappone                                                               | 2 – 2                                                                  | Brasile                                                                | Conf. Cup 2005 - 1º turno                                              | -                                                                      | 56’                                                                    |
| 25-6-2005                                                              | Norimberga                                                             | Germania                                                               | 2 – 3                                                                  | Brasile                                                                | Conf. Cup 2005 - Semifinale                                            | -                                                                      |                                                                        |
| 29-6-2005                                                              | Francoforte                                                            | Brasile                                                                | 4 – 1                                                                  | Argentina                                                              | Conf. Cup 2005 - Finale                                                | -                                                                      | 86’                                                                    |
| 9-10-2005                                                              | La Paz                                                                 | Bolivia                                                                | 1 – 1                                                                  | Brasile                                                                | Qual. Mondiali 2006                                                    | -                                                                      |                                                                        |
| 12-11-2005                                                             | Abu Dhabi                                                              | Emirati Arabi Uniti                                                    | 0 – 8                                                                  | Brasile                                                                | Amichevole                                                             | 1                                                                      |                                                                        |
| 1-3-2006                                                               | Mosca                                                                  | Russia                                                                 | 0 – 1                                                                  | Brasile                                                                | Amichevole                                                             | -                                                                      |                                                                        |
| 4-6-2006                                                               | Ginevra                                                                | Brasile                                                                | 4 – 0                                                                  | Nuova Zelanda                                                          | Amichevole                                                             | -                                                                      |                                                                        |
| 22-6-2006                                                              | Dortmund                                                               | Giappone                                                               | 1 – 4                                                                  | Brasile                                                                | Mondiali 2006 - 1º turno                                               | -                                                                      |                                                                        |
| 1-7-2006                                                               | Francoforte                                                            | Brasile                                                                | 0 – 1                                                                  | Francia                                                                | Mondiali 2006 - Quarti di finale                                       | -                                                                      | 76’                                                                    |
| 16-8-2006                                                              | Oslo                                                                   | Norvegia                                                               | 1 – 1                                                                  | Brasile                                                                | Amichevole                                                             | -                                                                      |                                                                        |
| 3-9-2006                                                               | Londra                                                                 | Brasile                                                                | 3 – 0                                                                  | Argentina                                                              | Amichevole                                                             | -                                                                      |                                                                        |
| 5-9-2006                                                               | Londra                                                                 | Galles                                                                 | 0 – 2                                                                  | Brasile                                                                | Amichevole                                                             | -                                                                      |                                                                        |
| Totale                                                                 |                                                                        | Presenze                                                               | 15                                                                     |                                                                        | Reti                                                                   | 1                                                                      |                                                                        |

| Cronologia completa delle presenze e delle reti in nazionale (partite non ufficiali) ― Brasile | Cronologia completa delle presenze e delle reti in nazionale (partite non ufficiali) ― Brasile | Cronologia completa delle presenze e delle reti in nazionale (partite non ufficiali) ― Brasile | Cronologia completa delle presenze e delle reti in nazionale (partite non ufficiali) ― Brasile | Cronologia completa delle presenze e delle reti in nazionale (partite non ufficiali) ― Brasile | Cronologia completa delle presenze e delle reti in nazionale (partite non ufficiali) ― Brasile | Cronologia completa delle presenze e delle reti in nazionale (partite non ufficiali) ― Brasile | Cronologia completa delle presenze e delle reti in nazionale (partite non ufficiali) ― Brasile |
| Data                                                                                           | Città                                                                                          | In casa                                                                                        | Risultato                                                                                      | Ospiti                                                                                         | Competizione                                                                                   | Reti                                                                                           | Note                                                                                           |
| ---------------------------------------------------------------------------------------------- | ---------------------------------------------------------------------------------------------- | ---------------------------------------------------------------------------------------------- | ---------------------------------------------------------------------------------------------- | ---------------------------------------------------------------------------------------------- | ---------------------------------------------------------------------------------------------- | ---------------------------------------------------------------------------------------------- | ---------------------------------------------------------------------------------------------- |
| 6-9-2005                                                                                       | Siviglia                                                                                       | Siviglia                                                                                       | 1 – 1                                                                                          | Brasile                                                                                        |                                                                                                | -                                                                                              |                                                                                                |
| 30-5-2006                                                                                      | Basilea                                                                                        | Brasile                                                                                        | 8 – 0                                                                                          | Lucerna XI                                                                                     |                                                                                                | -                                                                                              |                                                                                                |
| Totale                                                                                         |                                                                                                | Presenze                                                                                       | 2                                                                                              |                                                                                                | Reti                                                                                           | 0                                                                                              |                                                                                                |

## Palmarès

### Club

#### Competizioni statali
- Campionato paulista: 1

São Paulo: 2005

#### Competizioni nazionali
- Campionato spagnolo: 1

Real Madrid: 2006-2007
- Coppa Italia: 1

Roma: 2007-2008

#### Competizioni internazionali
- Coppa Libertadores: 1

São Paulo: 2005
- Coppa del mondo per club: 1

São Paulo: 2005

### Nazionale
- Confederations Cup: 1

2005

### Individuale
- Equipo Ideal de América: 2

2004, 2005
- Bola de Prata: 1

2005